# 三浦雅子
三浦 雅子（みうら まさこ、1959年11月29日 - ）は、日本の声優。大分県臼杵市出身。アーツビジョン所属。

## 経歴
大分県臼杵市生まれ。中学時代はテニス部に所属、高校時代は陸上部のマネージャーをしていた。大分県立臼杵高等学校卒業後、幼稚園の先生を目指して、神戸市の夙川学院短期大学幼児保育科へ入学。テレビアニメ『あらいぐまラスカル』を見たこと、子供向けオペレッタを卒業制作で自作自演したことから芝居を志すようになり、声優の勝田久による勝田話法研究所の声優講座を受講し、短大卒業後には上京して1980年に俳協付属養成所に入所した。入所10か月でオーディションで合格し、養成所在籍中だった1981年にテレビアニメ『タイムボカンシリーズ ヤットデタマン』の姫栗コヨミ役でデビュー。
俳協養成所卒業後は、東京俳優生活協同組合のマネージャー松田咲實が出向したNPSテアトルに委託の形で所属した。
翌1982年には、『おちゃめ神物語コロコロポロン』で初主演を果たした。ボイス・アーツのメンバーとしても活動していた。その後、NPSテアトルを経て、松田が設立したアーツビジョンに移籍した。

## 人物
趣味・特技はピアノ、お菓子作り、ガーデニング。

## 出演
太字はメインキャラクター。

### テレビアニメ
1981年
- タイガーマスク二世（1981年 - 1982年、カッコ、空港アナウンサー）
- ハロー!サンディベル（カトリーヌ王女）
- ヤットデタマン（1981年 - 1982年、姫栗コヨミ）

1982年
- おちゃめ神物語コロコロポロン（ポロン）
- 科学救助隊テクノボイジャー（エルザ）
- サイボットロボッチ（ニャンコ、ブリッコ、生倉うずら）
- 新みつばちマーヤの冒険（トーマス、白アリ、ホワイト）
- 怪物くん
- まんが 水戸黄門（お夏）
- 野生のさけび

1983年
- 愛してナイト（かおる）
- イタダキマン（子供）
- 銀河疾風サスライガー（スージー張）
- サイコアーマー ゴーバリアン（アチカ・リサ、プケ）
- The♥かぼちゃワイン（千穂）
- パーマン（沢田みち子、主婦A、少女）

1984年
- とんがり帽子のメモル（シンシア）
- ふしぎなコアラブリンキー（プリンティ）
- ふたり鷹（東条美亜）
- よろしくメカドック（青木ミサ）

1985年
- 昭和アホ草紙あかぬけ一番!（1985年 - 1986年、レル）

1986年
- ドテラマン（少年B）
- ドリモグだァ!!（ハナモグ）
- ハイスクール!奇面組（1986年 - 1987年、御屋敷麻知、倉持さおり）

1987年
- 聖闘士星矢（エレーネ）
- マンガ日本経済入門（結城の娘）

1988年
- シティーハンター2 （岡部ナオミ）
- 闘将!!拉麵男（愛鈴）
- 夢見るトッポ・ジージョ（ジュジュ）
- ビックリマン（鐘助、TO巫観音）

1989年
- 青いブリンク（アイファリ）
- 悪魔くん（モス）
- エスパー魔美（SF）

1990年
- 美味しんぼ（初子）
- ちびまる子ちゃん（1990年 - 、ゆみこちゃん、女の子、笹山かず子、土橋とし子〈初代〉 他） - 2シリーズ
- 魔法使いサリー（1989年版）（1990年 - 1991年、ひかる、トモ子、ユリ子）
- RPG伝説ヘポイ（ポポコ）

1991年
- 緊急発進セイバーキッズ
- きんぎょ注意報!（1991年 - 1992年、民子）
- ゲンジ通信あげだま（1991年 - 1992年、おかめ、平家ほたる）
- ハイスクールミステリー学園七不思議（石田絵美）
- YAWARA!（山田）
- わたしとわたし -ふたりのロッテ-（シュティフィー）

1992年
- 風の中の少女 金髪のジェニー（キャシー）
- クレヨンしんちゃん（1996年 - 、草加ユミ）
- スーパービックリマン（マーニャ）
- それいけ!アンパンマン（バナナマン（A）〈2代目〉）
- 横山光輝 三国志（英鈴）

1996年
- 機動新世紀ガンダムX（彼女B、侍女A）
- ゲゲゲの鬼太郎（第4作）（小百合）

1998年
- ヨシモトムチッ子物語（ナメクジタマヨ）

2004年
- あたしンち（いとこA）

### 劇場アニメ
- パーマン バードマンがやって来た!!（1983年、沢田みち子）
- ちびまる子ちゃん（1990年、とし子ちゃん）
- けろけろけろっぴの三銃士（1991年、けろりーぬ）
- ちびまる子ちゃん わたしの好きな歌（1992年、ゆみ子）
- 映画 あたしンち（2003年、おばさん1）
- Pa-Pa-Pa ザ★ムービー パーマン（2003年、みち子）
- クレヨンしんちゃん ガチンコ!逆襲のロボとーちゃん（2014年、草加ユミ）

### OVA
- くりいむレモンシリーズ いけないマコちゃん MAKO・セクシーシンフォニー（1985年、レプレス、フリー[注 1]）
- 活劇少女探偵団（1986年、イングリット・静・グルーベル[16]）
- けろけろけろっぴ（2006年、けろりーぬ）
- 名探偵コナン 消えたダイヤを追え! コナン・平次vsキッド!（2006年、声がヨーコに似た女）

### ゲーム
- ぽっぷるメイル（1994年、ヤコブ）
- ぼのぐらし これで完璧でぃす（1996年）
- Crystal Class（1998年、ミント、光の精霊）
- 戦国美少女絵巻 空を斬る!! 〜春風の章〜（1999年、ニーニャ）
- ちびまる子ちゃんDS まるちゃんのまち（2009年、笹山かず子）

### 吹き替え
- シャーロットのおくりもの（ファーン）※LD、VHS版。

### ナレーション

#### テレビCM
- バンダイ ピヨピヨコンサート

#### ラジオCM
- カバヤ ジュエリーチョコレート
- 大幸薬品 正露丸（ラッパのぼうや）
- ハウス フルーチェ
- 明治 ストロベリーチョコレート

### テレビ番組
- 理科教室中学校1年生「なんなんあに」（ぬる）

### その他コンテンツ
- 教材/不思議CD-ROM（ラビ）